# José Roberto da Silva Júnior
Zé Roberto, igazi nevén José Roberto da Silva Júnior (Ipiranga, 1974. július 6. –) brazil labdarúgó A felesége Luciana, és három gyereke van: Endrik, Miriá és Isabelli.

## Pályafutása
Sokoldalú, ballábas szélső, aki ügyesen cselez, és jól adja be a labdát. Ezzel elérte, hogy bekerüljön a Seleção-ba, ahol középen játszott. Benne volt az 1998-as és a 2006-os világbajnoki brazil keretben. Zé Roberto szerezte a brazilok harmadik gólját a Ghána elleni mérkőzésén a 2006-os világbajnokságon, Németországban, amely miatt a mérkőzés embere lett.
Zé Roberto ezalatt az FC Bayern München-nel volt szerződésben 2006. június 30-áig. Elérve a kezdőcsapatba kerülést a Bayern Münchenben Felix Magath edzősködése alatt több nehézsége támadt. A bejelentését követően, hogy nem tér vissza a Bayern Münchenbe, a klub játékstílusát nyilvánosan kritizálta, és megjósolta, hogy nagy lesz a harc, ha nem lesznek változások.
2006. augusztus 31-én Zé Roberto egy egyéves szerződést írt alá a Santos FC-vel, és segített a csapatnak megnyerni a 2007-es Campeonato Paulista-t nagyszerű teljesítménnyel, amely az első címe volt a brazil versenyeken. A közreműködése nem csak a csapatnak, de a bajnokságnak is óriási meglepetés volt.
2007. június 22-én a Bayern München hivatalosan bejelentette Zé Roberto visszatérését a Bosman szabály értelmében. Sikeresen teljesítette az orvosi vizsgálatokat a német óriásnál egy nappal korábban, és kétéves szerződési ajánlatot kapott. Az előfeltétele a szerződésnek az volt, hogy Zé Roberto vonuljon vissza a válogatottból. Mivel a Bayern csak 1 évre akarta meghosszabbítani lejáró szerződését, Zé Roberto 2009. július 2-án 3 évre a Hamburghoz szerződött. 2011. július 10-én Zé Roberto alá írt egy kétéves szerződést a katari Al-Gharafa csapatával, és segített nekik megnyerni a 2012 Emir of Qatar Cup-ot.

## Sikerei, díjai

### Klub
- Real Madrid
  - Spanyol bajnok: 1996–97
  - Spanyol szuperkupa: 1997
  - UEFA-bajnokok ligája: 1997–98
- Bayern München
  - Német bajnok: 2002–03, 2004–05, 2005–06
  - Német kupa: 2002–03, 2004–05, 2005–06
  - Német ligakupa: 2004, 2007
- Santos
  - Sao Paulo tartomány bajnoka: 2007
- Al-Gharafa
  - Emir of Qatar Cup-győztes: 2012
- Palmeiras
  - Brazil kupa: 2015
  - Brazil országos bajnok: 2016

### Válogatott
- Brazília
  - Copa America-győztes: 1997, 1999
  - Konföderációs kupa-győztes: 1997, 2005
  - FIFA világbajnokság: 2002

## Külső hivatkozások
- Profil a Bayern München hivatalos honlapján (angolul)
- Minden Zé Robertoról a sambafoot.com-on
- Játékos Profil
- Leverkusen-who's who
- Karrierjének statisztikái a fussballdaten.de-n (Német)
- Transfermarkt profil
- Zé Roberto: Álompassz. Istennel a balszélen; lejegyezte Stephan Volke, ford. Kalcsics Gábor; aktualizált, átdolg. kiad.; Amana 7, Bp., 2006